# Ol'ga Stul'neva
Ol'ga Olegovna Stul'neva (in russo Ольга Олеговна Стульнева?; traslitterazione anglosassone Olga Olegovna Stulneva; Alapaevsk, 14 luglio 1983) è un'ex velocista ed ex bobbista russa.
Nata Fëdorova (in russo Фёдорова?), ha assunto il cognome Stul'neva in seguito al matrimonio col bobbista Aleksej Stul'nev.

## Biografia

### Atletica leggera
La Stul'neva ha praticato l'atletica leggera ad alti livelli sino al 2006. Specialista nelle discipline veloci, ha partecipato alle olimpiadi di Atene 2004 vincendo la medaglia d'argento nella staffetta 4×100 m con le compagne Julija Tabakova, Irina Chabarova e Larisa Kruglova, competendo come prima frazionista. Ai mondiali vinse inoltre una medaglia di bronzo, sempre nella staffetta 4×100, nell'edizione di Stoccarda 2003, gareggiando con la Tabakova, la Kruglova e Marina Kislova. 

### Bob
Si dedicò al bob dal 2006 inizialmente come frenatrice per la squadra nazionale russa. Esordì in Coppa del Mondo all'avvio della stagione 2006/07, il 1º dicembre 2006 a Calgary dove si piazzò al sesto posto nel bob a due con la pilota Viktorija Tokovaja. Passò al ruolo di pilota a partire dalla stagione 2008/09. Si distinse nelle categorie giovanili vincendo due medaglie di bronzo ai mondiali juniores: la prima da frenatrice a Igls 2008 con Anastasija Tambovceva e la seconda da pilota a Schönau am Königssee 2009 con Ljudmila Udobkina. Colse il suo primo podio in Coppa del Mondo nella stagione 2010/11, il 15 gennaio 2011 a Igls dove giunse terza nella competizione a squadre. Detiene quale miglior piazzamento in classifica generale nel bob a due l'ottavo posto ottenuto al termine del 2011/12.
Ha partecipato a due edizioni dei Giochi olimpici invernali, classificandosi al 18º posto nel bob a due a Vancouver 2010 con Julija Timofeeva e al 9º a Soči 2014 con la Udobkina e sempre nella gara a due. Il 24 novembre 2017 la commissione disciplinare del Comitato Olimpico Internazionale prese atto delle violazioni alle normative antidoping compiute dalla Stul'neva in occasione delle Olimpiadi di Soči, annullando conseguentemente il risultato ottenuto e proibendole di partecipare a qualunque titolo a future edizioni dei Giochi olimpici. Il 1º febbraio 2018 il Tribunale Arbitrale dello Sport, dopo aver preso in esame il ricorso presentato dalla Stul'neva e dalla compagna Ljudmila Udobkina, ha annullato tutte le sanzioni comminate loro dal CIO e pertanto venne loro restituito il risultato ottenuto in gara.
Prese parte inoltre a cinque edizioni dei campionati mondiali totalizzando quali migliori risultati il nono posto nel bob a due ottenuto da frenatrice a Sankt Moritz 2007, l'undicesimo da pilota a Lake Placid 2012 e il nono nella competizione a squadre raggiunto a Sankt Moritz 2013. Nelle rassegne continentali non è invece andata oltre il settimo posto nel bob a due conseguito sia a Igls 2010 che a Winterberg 2011.

Disputò la sua ultima gara il 18 febbraio 2014 a Soči, in occasione dei Giochi olimpici.

## Palmarès

### Atletica leggera
| Anno | Manifestazione    | Sede     | Evento      | Risultato        | Prestazione | Note                                                   |
| ---- | ----------------- | -------- | ----------- | ---------------- | ----------- | ------------------------------------------------------ |
| 2002 | Mondiali juniores | Kingston | 100 m piani | Semifinale (24ª) | 20"01       |                                                        |
| 2003 | Mondiali          | Parigi   | 4×100 m     | Bronzo           | 42"66       | con Julija Tabakova, Marina Kislova e Larisa Kruglova  |
| 2004 | Giochi olimpici   | Atene    | 4×100 m     | Argento          | 42"27       | con Julija Tabakova, Irina Chabarova e Larisa Kruglova |

#### Altre competizioni internazionali
2003
- Coppa Europa di atletica leggera ( Firenze)

2004
- Coppa Europa di atletica leggera ( Bydgoszcz)

2005
- Coppa Europa di atletica leggera ( Firenze)

### Bob

#### Mondiali juniores
- 2 medaglie:
  - 2 bronzi (bob a due a Igls 2008; bob a due a Schönau am Königssee 2009).

#### Coppa del Mondo
- Miglior piazzamento in classifica generale nel bob a due femminile: 8ª nel 2011/12.
- 2 podi (nella gara a squadre):
  - 2 terzi posti.

#### Circuiti minori

##### Coppa Europa
- Miglior piazzamento in classifica generale nel bob a due: 6ª nel 2010/11;
- 1 podio (nel bob a due):
  - 1 terzo posto.

##### Coppa Nordamericana
- Miglior piazzamento in classifica generale nel bob a due: 9ª nel 2013/14;
- 1 podio (nel bob a due):
  - 2 vittorie;
  - 1 secondo posto.